# Forest Meadows (Kalifornija)
Forest Meadows je naseljeno područje za statističke svrhe u američkoj saveznoj državi Kalifornija. Prema popisu stanovništva iz 2010. u njemu je živjelo 1.249 stanovnika.